# Anwar Ali
Anwar Ali (* 24. September 1984 in Rurka Kalan) ist ein indischer Fußballspieler. Er spielt seit 2012 bei United Sikkim FC sowie im indischen Nationalteam.
Entdeckt wurde der Verteidiger bei einem lokalen Verein aus Punjab. Im Jahr 2006 wechselte er zu JCT Mills FC in die erste indische Liga. Mit starken Leistungen machte er sich auch für die Nationalmannschaft interessant. Die Saison 2009/10 spielte Anwar Ali für Dempo SC aus Goa. Es folgte ein zweijähriges Engagement bei Mohun Bagan AC.